# Kyrksjön (Bergsjö socken, Hälsingland)
Kyrksjön är en sjö i Nordanstigs kommun i Hälsingland och ingår i Harmångersåns huvudavrinningsområde. Sjön är 20 meter djup, har en yta på 2,83 kvadratkilometer och är belägen 41 meter över havet. Sjön avvattnas av vattendraget Harmångersån.

## Delavrinningsområde
Kyrksjön ingår i det delavrinningsområde (687389-156647) som SMHI kallar för Utloppet av Kyrksjön. Medelhöjden är 72 meter över havet och ytan är 9,56 kvadratkilometer. Räknas de 120 avrinningsområdena uppströms in blir den ackumulerade arean 980,5 kvadratkilometer. Avrinningsområdets utflöde Harmångersån (Kölån) mynnar i havet. Avrinningsområdet består mestadels av skog (38 procent) och jordbruk (12 procent). Avrinningsområdet har 2,82 kvadratkilometer vattenytor vilket ger det en sjöprocent på 29,5 procent. Bebyggelsen i området täcker en yta av 1,06 kvadratkilometer eller 11 procent av avrinningsområdet.